# Ratolí llistat de Nordmann
El ratolí llistat de Nordmann (Sicista loriger) és una espècie de rosegador de la família dels esmíntids. Fou anomenat en honor del biòleg finlandès Alexander von Nordmann. És oriünd de l'est i el sud-est d'Europa.

## Taxonomia
Durant molt de temps fou considerat una subespècie del ratolí de les estepes (S. subtilis), però un estudi publicat el 2016 establí que les diferències genètiques i anatòmiques justifiquen classificar-lo com a espècie a part.

## Distribució
Es restringeix a la part occidental de l'Estepa Pòntica, on només se n'han observat algunes poblacions aïllades al sud d'Ucraïna, l'oest de la província russa de Bélgorod i l'est de Romania. Pot ser que també visqui a Bulgària i Moldàvia.

## Estat de conservació
Aquesta espècie té una distribució fragmentada a causa de la seva dependència en parts de l'estepa afectades per l'activitat humana. Les poblacions d'aquestes regions fragmentades també s'enfronten a amenaces persistents relacionades amb la construcció i l'agricultura. Per aquest motiu, surt a la Llista Vermella de la UICN com a espècie vulnerable.